# Twierdzenie Schwedlera-Żurawskiego
Twierdzenie to jest prostym wnioskiem z ogólnych równań Kirchhoffa, obowiązującym dla przypadku szczególnego w postaci płasko zginanego pręta o osi prostoliniowej. Wniosek ten ma postać równań
|  |  | {\displaystyle {\tfrac {dM_{z}(s)}{ds}}=-Q_{y}(s),\quad {\tfrac {dQ_{y}(s)}{ds}}=q_{y}(s),} |  | (1) |

w których oznaczono przez
{\displaystyle M_{z}(s)} – moment zginający,
{\displaystyle Q_{y}(s)} – siłę poprzeczną,
{\displaystyle q_{y}(s)} – obciążenie ciągłe,
{\displaystyle s} – współrzędną punktu na osi pręta.
Wielkości {\displaystyle M_{z},\,Q_{y},\,q_{y},\,s} mają w przekroju {\displaystyle S^{(-)}} wartości dodatnie, gdy zwroty ich wektorów są zgodne z kierunkami odpowiednich wersorów {\displaystyle \mathbf {e} _{1},\mathbf {e} _{2},\mathbf {e} _{3}} osi prawoskrętnego układu współrzędnych {\displaystyle 0xyz} związanego z tym przekrojem. Pręt jest zginany w płaszczyźnie {\displaystyle 0xy.}
Wartości sił {\displaystyle M_{z},\,Q_{y}} otrzymuje się w wyniku redukcji obciążenia działającego na lewo od przekroju {\displaystyle S^{(-)},} do środka ciężkości tego przekroju.
W literaturze często spotyka się inną postać równań (1)
|  |  | {\displaystyle {\tfrac {dM_{z}(s)}{ds}}=Q_{y}(s),\quad {\tfrac {dQ_{y}(s)}{ds}}=-\,q_{y}(s).} |  | (2) |

Ta zmiana wynika z innego kryterium znakowania wielkości {\displaystyle M_{z}} i {\displaystyle q_{y}.}